# Lamivudina/zidovudina
Lamivudina/zidovudina, que se vende bajo la marca Combivir entre otras, es un medicamento que se usa para tratar el VIH/SIDA.  Es una combinación de dos medicamentos antirretrovirales, lamivudina y zidovudina. Se utiliza junto con otros antirretrovirales. Se administra por vía oral dos veces al día.
Los efectos secundarios comunes incluyen dolor de cabeza, cansancio, náuseas, diarrea y fiebre.  Los efectos secundarios graves pueden incluir supresión de la médula ósea, daño muscular, empeoramiento de la hepatitis B si se infectó previamente, lactato alto en la sangre y agrandamiento del hígado.  Puede ser parte de un tratamiento recomendado durante el embarazo. Los medicamentos son ambos de la clase de los inhibidor de la transcriptasa inversa análogo de los nucleósidos (ITIN).  Funcionan bloqueando la acción de la enzima, la transcriptasa inversa, que el virus requiere para reproducirse.
Lamivudina/zidovudina fue aprobada para uso médico en los Estados Unidos en 1997. Está en la Lista de medicamentos esenciales de la Organización Mundial de la Salud, los medicamentos más efectivos y seguros que se necesitan en un sistema de salud. Está disponible como un medicamento genérico.  El costo mayorista en el mundo en desarrollo es de aproximadamente US$6,90 a 29,64 por mes. Para el año 2015, el costo de un mes típico de medicamentos en los Estados Unidos superó los US$200.

## Usos médicos
Está aprobado por la FDA para su uso en combinación con un agente antirretroviral adicional para el tratamiento de la infección por el virus de inmunodeficiencia humana tipo 1 (VIH-1).

### Embarazo
Lamividina/zidovudina tiene la categoría C de embarazo en los Estados Unidos, lo que significa que hay riesgos potenciales para el bebé durante el embarazo, pero los beneficios potenciales pueden superar los riesgos. Los datos respaldan la seguridad de esta combinación durante el embarazo y, a menudo, se prefiere sobre otras combinaciones de dosis fijas durante el embarazo.

## Efectos secundarios
Los efectos adversos más comunes de la lamividina / zidovudina son similares a otros INTR e incluyen cefalea , neutropenia , anemia , náuseas , vómitos , miopatía y pigmentación de las uñas.  Los efectos adversos más graves y potencialmente mortales informados incluyen la acidosis láctica con esteatosis hepática, pero este raro evento adverso se asocia principalmente con la zidovudina. Los pacientes VIH positivos con el virus de la hepatitis B crónica (VHB) tienen riesgo de brotes potenciales de hepatitis que pueden ocurrir con la interrupción brusca de Lamividina/zidovudina porque Lamivudina también se usa en dosis bajas para el tratamiento contra el VHB activo.

## Interacciones

### Interacciones medicamentosas
Lamividina/zidovudina interactúa con Estavudina y Zalcitabina al competir intracelularmente para la activación y resulta en la inhibición de la fosforilación. También existe una interacción conocida con agentes supresores nefrotóxicos o de la médula ósea (por ejemplo, doxorubicina) que aumentan el riesgo de toxicidad hematológica de la zidovudina. El monitoreo de la función renal y las pruebas hematológicas se pueden usar para evaluar estas posibles interacciones.

### Interacciones drogas-alimentos
La vida media de lamivudina y zidovudina no se ven afectadas por los alimentos y las tasas de absorción se redujeron cuando se tomaron con alimentos pero no fueron clínicamente significativas, por lo tanto, lamivudina/zidovudina se puede tomar con o sin alimentos.

## Mecanismo de acción
La combinación de lamivudina y zidovudina está compuesta por dos inhibidores de la transcriptasa inversa análogo de los nucleósidos (ITIN).
La lamivudina y la zidovudina inhiben y reducen competitivamente la actividad de la transcriptasa inversa (IT), lo que hace que las células infectadas por el VIH disminuyan la cantidad de virus en el cuerpo. La lamivudina y la zidovudina actúan como análogos de los nucleósidos, que son sustratos para las nucleósido-quinasas humanas. El paso inicial de fosforilación es crucial para la actividad del fármaco, que se convierte en la forma activa 5'-trifosfato por las quinasas del huésped. Luego, el fármaco se incorpora al final de la cadena en crecimiento del ADN viral, lo que hace que la cadena se termine, en donde los nucleótidos ya no se pueden agregar al ADN viral en crecimiento. 
Se cree que la terapia de combinación de lamividuine y zidovudina funciona de forma sinérgica para prevenir mutaciones en el virus del VIH, lo que puede contribuir a la resistencia a los medicamentos.

## Farmacocinética
La lamivudina se absorbe bien en el cuerpo y se distribuye ampliamente en el espacio extravascular. La biodisponibilidad oral es >80% y el metabolismo general es insignificante ya que aproximadamente el 95% del medicamento se encuentra sin cambios en la orina. El único metabolito conocido encontrado en humanos es el trans-sulfóxido. La vida media de la lamivudina es de 10 a 15 horas y se une poco a las proteínas plasmáticas.
La zidovudina también se absorbe bien en el cuerpo y penetra en el líquido cefalorraquídeo. La biodisponibilidad oral es del 75% y se metaboliza principalmente en el hígado mediante glucuronidación. El metabolito primario es GZDV, un metabolito inactivo producido después del metabolismo de primer paso. La vida media de la zidovudina es de 0,5 a 3 horas y se une mal a las proteínas plasmáticas.
Lamivudina y zidovudina no se metabolizan en gran medida por las enzimas hepáticas CYP450. 

## Historia
Lamivudina/zidovudina (nombre comercial Combivir) se introdujo en el mercado con licencia de la FDA en 1997. Su impacto en la historia es significativo, ya que fue la primera terapia de combinación con una dosis fija para personas VIH positivas, y pronto consolidó su título como un estándar de oro, ya que fue el INIT más recetado para el tratamiento inicial del VIH en pacientes recién diagnosticados. La llegada de Combivir fue vista como una nueva revolución en la terapia contra el VIH, con su perfil de toxicidad y tolerabilidad mejorados, especialmente en comparación con los efectos secundarios indeseables de la terapia con AZT en solitario o la desfavorable lipoatrofia facial y general observada en la monoterapia con estavudina en ese momento.

## Sociedad y cultura
Lamivudina/zidovudina está en la Lista de medicamentos esenciales de la Organización Mundial de la Salud, lista de los medicamentos necesarios del año 2015.

### Formulaciones de la droga
Fórmulas farmacológicas: comprimidos para vía oral. 
1. Combivir: lamivudina 150 mg y zidovudina 300 mg. 60 tabletas cuestan US$994.[20] Es comercializado por ViiV Healthcare.
2. Genérico: lamivudina 150 mg y zidovudina 300 mg. 60 tabletas cuestan US$749.[20]